# Linked Horizon
Linked Horizon是一個由音樂人Revo創立并主導的日本流行音樂團體。

## 概要
Linked Horizon這一名義，是專門在Revo和其他作品合作時使用的，用於替代之前“Revo（Sound Horizon）”的表述方法。
這個名稱有“與外面的世界相連”的含義，而作品之中亦經常提及“鎖鏈”這一概念，Revo因此曾將其稱為“鎖地平團”並自稱為“鎖地平團團長”。
2012年，Revo轉投PONY CANYON旗下，以擔任任天堂3DS遊戲勇氣默示錄（Bravely Default: Flying Fairy）的音樂製作為契機開始活動；
同年6月19日，在PONY CANYON總部舉行的第一作製作發表會上，首次公開了這一新的企劃名稱。
与Sound Horizon一樣，除卻Revo以外的其他成員，如歌手、敘述者以及樂手等，均會在每次活動時按需重新編組。
2012年12月8日，宣佈了LH將負責進擊的巨人（於2013年四月在MBS播出的TV動畫）片頭曲的製作。
之後並陸續製作了本篇動畫一期片頭曲(前、後篇)、劇場版主題歌(前、後篇)、衍生動畫『進撃!巨人中学校』片頭曲以及本篇動畫二期片頭曲。
2013年12月31日，于第64回NHK红白歌合战上演唱了紅蓮の弓矢[紅白スペシャルSize]，这是Linked Horizon及Revo初次参演红白。

## 構成

### 成員
Revo：負責演唱、作詞、作曲、編曲、演奏。

### 協力
按照樂曲的需要，自由編成樂團成員以及演唱者。

### 經歷
2023年
- 『進撃の巨人 完結編（後編）（各話版）最後の巨人』。
- 『進撃の巨人 完結編（後編）給二千年...或者是...二萬年後的你...』。

## 作品

### 單曲
|            | 發售日        | 標題                 | 正規編號   | 正規編號   | 正規編號   | 周最高排名 |
| 初回限定盤 | 發售日        | 標題                 | 普通盤     | 期間限定盤 |            | 周最高排名 |
| ---------- | ------------- | -------------------- | ---------- | ---------- | ---------- | ---------- |
| 1st        | 2012年8月22日 | ルクセンダルク小紀行 | PCCA-03644 | PCCA-03645 | PCCA-03646 | 第8        |
| 2nd        | 2013年7月10日 | 自由への進撃         | PCCA.03836 | PCCA.03837 | PCCA.03837 | 第2        |
| 3rd        | 2018年9月19日 | 楽園への進撃         | PCCA.4724  | PCCA.4725  | -          | 第5        |
| 4th        | 2019年6月19日 | 真実への進撃         | PCCA.4796  | PCCA.4797  | -          | -          |

### 專輯
|            | 發售日        | 標題                 | 正規編號   | 正規編號   | 周最高排名 |
| 初回限定盤 | 發售日        | 標題                 | 普通盤     |            | 周最高排名 |
| ---------- | ------------- | -------------------- | ---------- | ---------- | ---------- |
| 1st        | 2012年9月19日 | ルクセンダルク大紀行 | PCCA-03647 | PCCA-03648 | 第15       |
| 2nd        | 2017年5月17日 | 進撃の軌跡           | PCCA-04539 | PCCA-04540 | 第2        |

### 参与的CD
- 「進撃の巨人 前編～紅蓮の弓矢～ オリジナルサウンドトラック」（2015年3月18日）

1. 紅蓮の座標 [劇場版Size]

### 網路配信限定曲
- 紅蓮の弓矢(TVサイズver.)'（2013年4月8日）

※進撃の巨人（一期前半）主题曲，于动画中使用的版本，与正式发售的CD版混音有所不同。
- 紅蓮の弓矢[紅白スペシャルSize]'（2014年1月1日）

※于第64回NHK红白歌合战演唱的特殊编曲的「紅蓮の弓矢」，为纪念Linked Horizon能够登上红白而配信。
- 红莲の座标 [剧场版Size]'（2014年11月22日）

※《劇場版進撃の巨人 前編～紅蓮の弓矢》的主題曲。
- 自由の代償 [劇場版Size]'（2015年6月27日）

※《劇場版進撃の巨人 後編〜自由の翼〜》的主題曲。
- 青春は花火のように(TVサイズver.)'（2015年10月5日）

※「進撃！巨人中学校」主题曲。
- 心臓を捧げよ！(TVサイズver.)'（2017年4月2日）

※進撃の巨人（二期）主题曲。
- 暁の鎮魂歌(TVサイズver.)'（2018年7月30日）

※進撃の巨人（三期）片尾曲。
- 憧憬と屍の道(TVサイズver.)'（2019年4月29日）

※進撃の巨人（三期後半）主题曲。

### DVD & Blu-ray
- 盧森達爾克遊記（ルクセンダルク紀行）（2013年3月20日）

## 外部連結
- Linked Horizon Official Website （页面存档备份，存于） Linked Horizon的官方網站
- Linked Horizon的官方Twitter （页面存档备份，存于）